# The Keeper of Traken
A The Keeper of Traken a Doctor Who sorozat 114. része, amit 1981. január 31.-e és február 21.-e között adtak négy epizódban. Ebben a részben jelenik meg először Sarah Sutton, mint Nyssa. Továbbá itt szerepel először Anthony Ainley, aki még Tremas-t (a Mester) alakítja.
Itt jelenik meg hosszú idők után a Mester a Doktor főellensége, akit a történet nagy részén Geoffrey Beevers játssza.

## Történet
Az évezredek óta békés Traken bolygójának öreg helytartója a Doktor segítségét kéri. Valami gonosz munkálkodik a bolygón, ami a helytartó halála után képes átvenni az uralmat a bolygó felett. Egy kőszoborban egy gonosz rejtőzik. De ki is ő? A Doktor sejtései szerint régi ellensége...
A történet végén a Mester elrabolja Tremas testét.

## Epizódlista
| Epizódok sorszáma | Bemutató napja    | Hossza | Nézők száma (millió) |
| ----------------- | ----------------- | ------ | -------------------- |
| 1.                | 1981. január 31.  | 24:05  | 7,6                  |
| 2.                | 1981. február 7.  | 24:50  | 6,1                  |
| 3.                | 1981. február 14. | 23:49  | 5,2                  |
| 4.                | 1981. február 21. | 25:11  | 6,1                  |

## Könyvkiadás
A könyvváltozatát 1982. május 20.-n adta ki a Target könyvkiadó. Írta Terrance Dicks.

## Otthoni kiadás
- VHS-n 1993 szeptemberében adták ki.
- DVD-n 2007 januárjában adták ki a Logopolis és a Castrovalva című részeket, a "New Beginnings" (Új Kezdetek) című dobozban.

### Fordítás
- Ez a szócikk részben vagy egészben  a   The_Keeper_of_Traken című angol Wikipédia-szócikk fordításán alapul.  Az eredeti cikk szerkesztőit annak laptörténete sorolja fel. Ez a jelzés csupán a megfogalmazás eredetét és a szerzői jogokat jelzi, nem szolgál a cikkben szereplő információk forrásmegjelöléseként.